# Modesto Álvarez Domínguez
Modesto Álvarez Domínguez, kurz Modesto Álvarez (* 24. Februar 1975), ist ein spanischer Biathlet.
Modesto Álvarez gab sein internationales Debüt bei der Biathlon-Militärweltmeisterschaft 2001 in Jericho und wurde dort 83. des Sprintrennens. 2002 folgte in Obertilliach das Debüt im Biathlon-Europacup, ein Jahr später in Hochfilzen als 111. im Sprintrennen im Biathlon-Weltcup. Im Oberhof lief er die Biathlon-Weltmeisterschaften 2004 und belegte die Plätze 103 im Einzel und 109 im Sprint. Der 103. Rang war gleichzeitig das beste Weltcup-Ergebnis des Spaniers. Nur wenig später nahm Álvarez erneut an der Militärweltmeisterschaft in Östersund teil. Er wurde 85. im Sprint und 24. mit der Militärpatrouille. Besonders erfolgreich verlief der vorolympische Wettkampf in Cesana San Sicario zum Ende der Saison. Der Wettkampf gehörte nicht zum offiziellen Weltcup-Programm, war aber hochkarätig besetzt und erreichte in etwa dessen Wertigkeit. Im Sprint wurde der Spanier nur 109, doch lief er im Einzel auf den 18. Platz und ließ beispielsweise spätere Medaillengewinner der Spiele wie Julien Robert, Sergei Tschepikow, Raphaël Poirée, Vincent Defrasne und sogar Ole Einar Bjørndalen zum Teil weit hinter sich. Bisher letzter Karrierehöhepunkt war die Teilnahme an den Biathlon-Weltmeisterschaften 2005 in Hochfilzen, wo er 113. im Einzel und 109. im Sprint wurde. Seit 2005 trat Álvarez nicht mehr international an.

## Biathlon-Weltcup-Platzierungen
Die Tabelle zeigt alle Platzierungen (je nach Austragungsjahr einschließlich Olympische Spiele und Weltmeisterschaften).
- 1.–3. Platz: Anzahl der Podiumsplatzierungen
- Top 10: Anzahl der Platzierungen unter den ersten zehn (einschließlich Podium)
- Punkteränge: Anzahl der Platzierungen innerhalb der Punkteränge (einschließlich Podium und Top 10)
- Starts: Anzahl gelaufener Rennen in der jeweiligen Disziplin

| Platzierung                      | Einzel | Sprint | Verfolgung | Massenstart | Staffel | Gesamt |
| -------------------------------- | ------ | ------ | ---------- | ----------- | ------- | ------ |
| 1. Platz                         |        |        |            |             |         |        |
| 2. Platz                         |        |        |            |             |         |        |
| 3. Platz                         |        |        |            |             |         |        |
| Top 10                           |        |        |            |             |         |        |
| Punkteränge                      |        |        |            |             |         |        |
| Starts                           | 5      | 9      |            |             |         | 14     |
| Stand: nach der Saison 2008/2009 |        |        |            |             |         |        |